# Daner

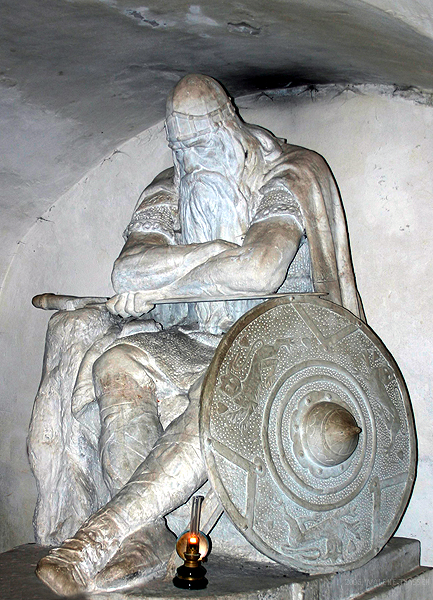
Holger Danske; staty i Kronborgs slott gjord av H.P. Pedersen-Dan.

Daner var en nordgermansk stam i forna Danmark som i historiska källor första gången omtalas på 500-talet av Jordanes, Prokopios och Gregorius av Tours.

## Skandinaver
Namnet användes också under vikingatid och tidig medeltid i Västeuropa av vissa som en beteckning som innefattade alla skandinaver, inklusive svear och norrmän. Även nordborna själva använde under samma tid uttryck som "dansk tunga" (fornnordiska: dǫnsk tunga) eller "danskt mål" när de ville beteckna det gemensamma fornnordiska språket.

## Danernas ursprung
Stammens ursprung är dunkelt. I sin beskrivning av Skandza skriver Jordanes på 500-talet att de har samma härstamning som svearna. Danerna omnämns dock inte av Tacitus, vilket eventuellt kan tyda på att de på hans tid inte (första århundradet e.Kr.) separerat från suionerna. Danerna omnämns däremot som de som fördrev herulerna från Skandinavien på 600-talet.

## Handelssystem
Något som kan beläggas med ganska stor säkerhet är dock att danerna i slutet av järnåldern hade ett omfattande handelssystem i Skandinavien. Många av de forntida städerna runt Östersjön och Nordsjön är ursprungligen danernas, till exempel Hedeby i norra Tyskland (tidigare Danmark), Uppåkra i Skåne och Kaupang i Norge.